# Drosophila atalaia (artgrupp)
Drosophila atalaia är en artgrupp inom släktet Drosophila och undersläktet Drosophila. Artgruppen består av två arter.

## Arter inom artgruppen
- Drosophila atalaia
- Drosophila machalilla